# Bisaca
Bisaca Bisaga, Bisaccia, Bisacce, Bisace o anche Bissach (in croato: Bisače), è un isolotto disabitato della Dalmazia meridionale, in Croazia, che fa parte dell'arcipelago di Curzola (Korčulansko otočje). Amministrativamente appartiene al comune della città di Curzola, nella regione raguseo-narentana.

## Geografia
Bisaca è uno degli isolotti più orientali del gruppo, ha una forma allungata con un restringimento al centro, misura 430 m di lunghezza, ha una superficie di 0,046 km², uno sviluppo costiero di 1,07 km e un'altezza di 9,2 m.
È situato 1 M a nord di capo Speo (rt Ražnjić), l'estrema punta orientale dell'isola di Curzola, nelle acque del canale di Sabbioncello, 2,8 km a nord-est del porto di Lombarda e circa 760 m a sud-est di Santa Barbara. L'isolotto è alto 8 m, ha un'area di 0,041 km² e uno sviluppo costiero di 0,97 km. A sud-ovest di Bisaca ci sono alcune secche.

### Isole adiacenti
- Santa Barbara (Sutvara), a nord-ovest
- Gubavaz (Gubavac), a ovest.

### Cartografia
- (HR) Mappa topografica della Croazia 1:25000, su preglednik.arkod.hr. URL consultato il 16 febbraio 2017.
- Carta di cabottaggio del mare Adriatico, foglio XI, Milano, Istituto geografico militare, 1822-1824. URL consultato il 16 febbraio 2017 (archiviato dall'url originale il 17 dicembre 2021).
- G. Giani, Carta prospettiva delle Comuni censuarie della Dalmazia, foglio 11, 1839. Fondo Miscellanea cartografica catastale, Archivio di Stato di Trieste.